# فرکانس مرکزی

فرکانس مرکزی (f_{O})، میانگین فرکانس قطع پایین (f_{L}) و بالا (f_{H}) است.

در مهندسی برق و پردازش سیگنال، فرکانس مرکزی (center frequency) یک فیلتر یا کانال مخابراتی، مقدار میانگینِ فرکانس قطع بالا و پایین است.
در مهندسی برق و مخابرات، فرکانس مرکزی یک فیلتر یا کانال، معیاری برای یک فرکانس میانی بین فرکانس‌های قطع بالا و پایین است. این فرکانس معمولاً به صورت میانگین حسابی یا میانگین هندسی فرکانس قطع پایین و فرکانس قطع بالای یک فیلتر میان‌گذر یا فیلتر میان‌نگذر تعریف می‌شود.
به‌طور معمول، میانگین هندسی در سیستم‌هایی استفاده می‌شود که بر اساس تغییر شکل‌های خاصی از طرح‌های فیلتر پایین‌گذر هستند. در این سیستم‌ها، پاسخ فرکانسی به گونه‌ای ساخته می‌شود که در مقیاس فرکانسی لگاریتمی متقارن باشد. فرکانس مرکزی هندسی با نگاشت پاسخ DC فیلتر پایین‌گذر اولیه مطابقت دارد، که یک فرکانس تشدید است و گاهی برابر با فرکانس اوج چنین سیستم‌هایی، مانند فیلتر باترورث، می‌شود.
تعریف میانگین حسابی در موقعیت‌های عمومی‌تر، مانند توصیف سیستم‌های مخابراتی باندگذر، استفاده می‌شود. در این کاربردها، فیلترها لزوماً متقارن نیستند، اما برای کاربردهایی مانند تسهیم‌سازی با تقسیم فرکانس در مقیاس فرکانسی خطی بررسی می‌شوند.